# Odjemanje
Odjemanje, prejemanje ali pogosteje prenašanje (angleško download [daunlóud]) je računalniški izraz, ki v slovenščini pomeni prenašanje podatkov z medmrežja. Drugače ta izraz pomeni nalaganje na računalnik z interneta ali katerega drugega medija.